# Gigi Comolli
Gigi Comolli (Milano, 1893 – Milano, 1976) è stato un pittore italiano.

## Biografia
Si formò all'Accademia di Brera ed intraprese una carriera artistica che, dopo la prima guerra mondiale, lo portò ad esporre in diverse mostre presso la Società Permanente e ad alcune Biennali veneziane, oltre che in alcune gallerie milanesi (Scopinich, Ranzini, Salvetti, Dedalo e Ars Italica).

## Opere
Fu pittore principalmente paesaggista, con predilezione per le campagne lombarde, ma si dedicò anche alla natura morta. Sue opere figurano a Milano nelle Collezioni d'arte della Fondazione Cariplo, nella Galleria d'arte moderna e nella Quadreria dei benefattori dell'Ospedale Maggiore.

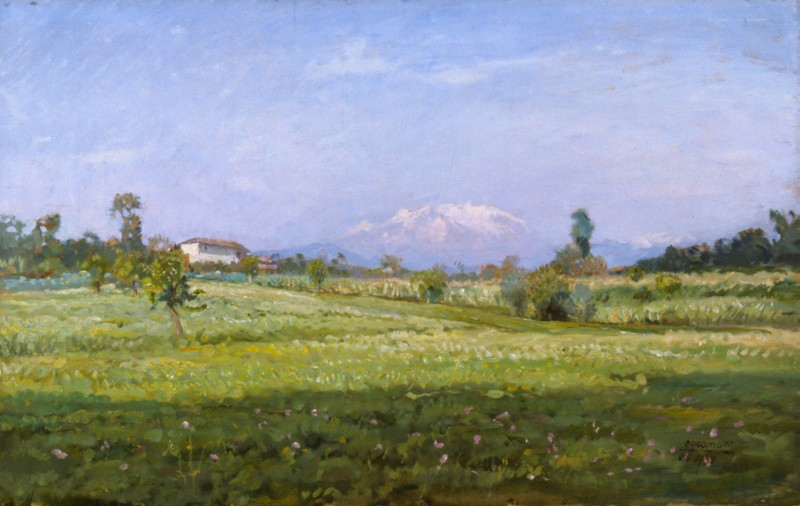
Mattino (1938), Collezioni d'arte della Fondazione Cariplo
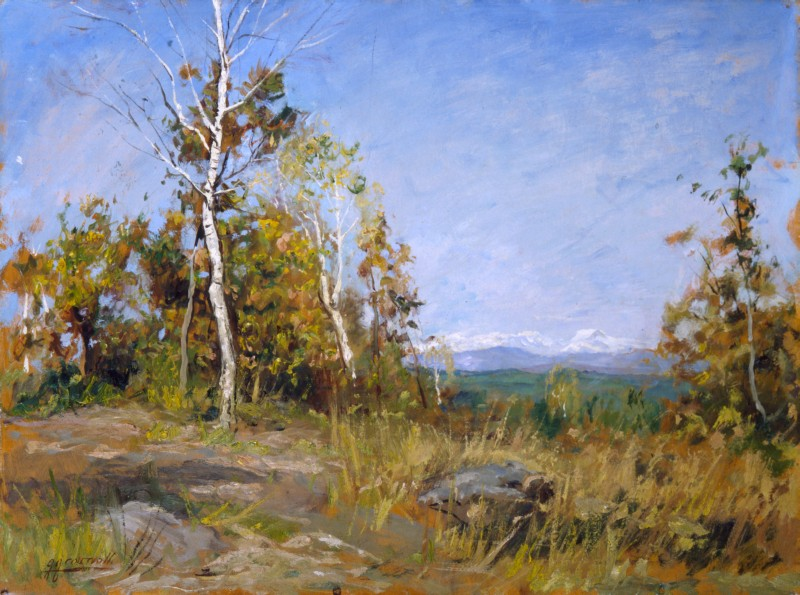
Sole di novembre (1956 circa), Collezioni d'arte della Fondazione Cariplo
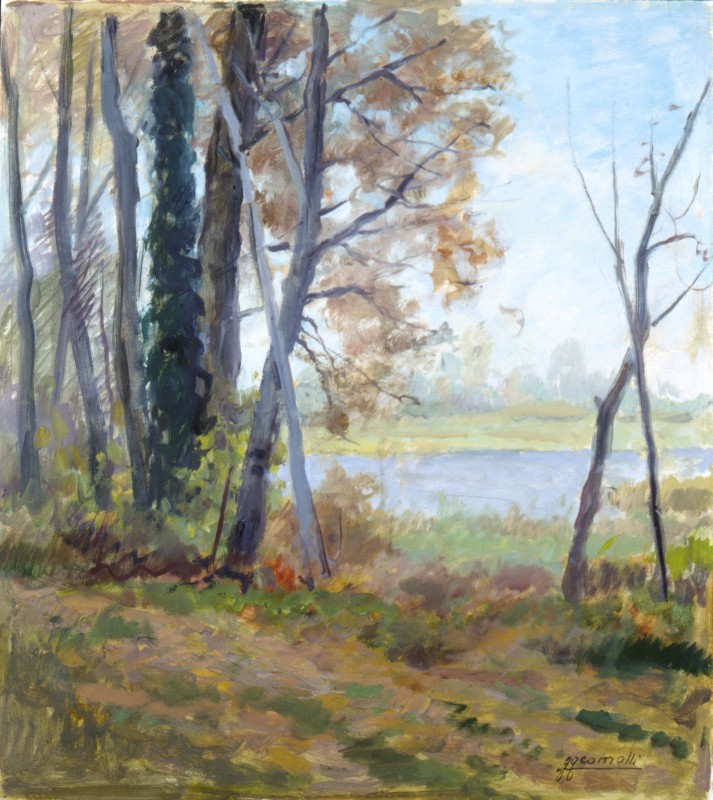
Autunno (1960 circa), Collezioni d'arte della Fondazione Cariplo
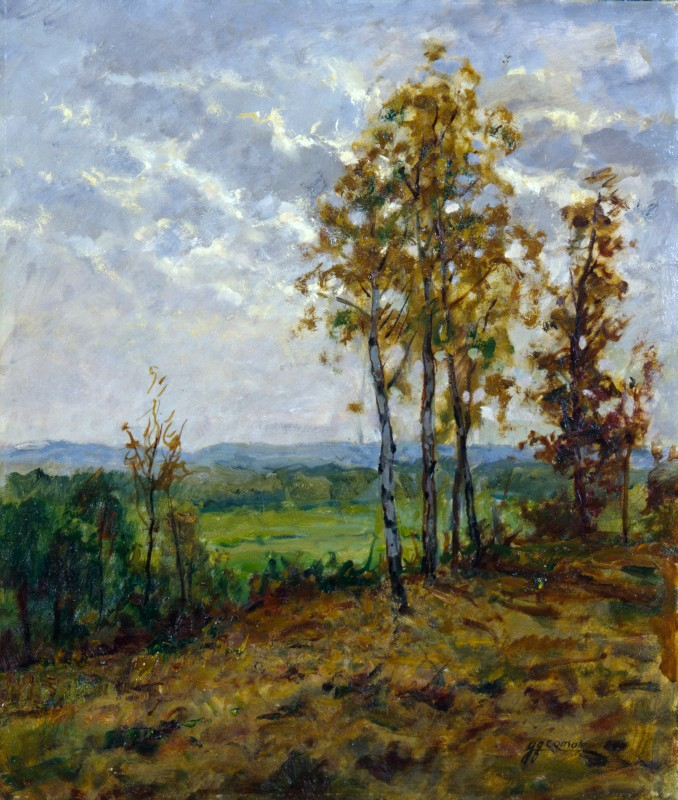
Paesaggio con alberi (1960 circa), Collezioni d'arte della Fondazione Cariplo